# Viper (Six Flags Great Adventure)
Viper was een stalen achtbaan gebouwd door TOGO in Six Flags Great Adventure. Viper werd gesloten aan het einde van 2004 en werd afgebroken in Juli 2005
Viper was 27 meter hoog en had een topsnelheid van 77 km/u. Viper had twee inversies een diving loop en een heartline roll. De achtbaan had drie treinen met vier wagentjes per trein. Bezoekers zaten twee aan twee en er pasten vier in één wagentje wat het totaal op 16 personen per trein bracht. De treinen stelden een slang voor en waren lichtgroen met oranje.

## Geschiedenis
In 1990 had Six Flags Great Adventure vijf achtbanen. Door het achtbaanuitwisselingsprogramma waren er in 1992 nog slechts drie achtbanen over. De opening van Batman: The Ride bracht het park weer op vier achtbanen waarna werd besloten tot de aankoop van een vijfde achtbaan. Omdat de Ultra Twister een redelijk populaire achtbaan was geweest werd besloten een soortgelijke achtbaan door TOGO te laten bouwen op de plek waar Ultra Twister had gestaan.
De bouw van de Viper begon in de herfst van 1994 en opende in juni 1995 na diverse vertragingen. Maar door de ruige rit zakte de populariteit in 1997 snel.
De achtbaan draaide in het seizoen van 1998 niet, doordat de bouwer; TOGO failliet was gegaan en het nu erg lastig werd om onderdelen te krijgen. In 2001 werd de achtbaan weer gesloten. De achtbaan was nog wel aanwezig in het park maar stond in het seizoen 2001 niet op de parkkaart. Six Flags besloot dat jaar om Viper af te breken, maar dit ging niet door doordat Six Flags geen vervangende attractie had.
In 2002 heropende de achtbaan weer met een paar aanpassingen. De achtbaan bleef erg ruig en had met grote regelmaat problemen. Van 2002 tot 2004 was de achtbaan vrijwel nooit geopend. In 2004 reed de achtbaan slechts met één trein, met Labor Day sloot de achtbaan voorgoed.
In juni 2005 brak Six Flags de achtbaan af, om meerdere redenen. De constante problemen met de achtbaan, de lange tijd dat de achtbaan gesloten was en omdat de rit erg ruig was, waardoor de populariteit erg laag werd. Andere attracties werden dit jaar ook gesloten zoals het nabijgelegen Rodeo Stampede en Taz Twister om ruimte te maken voor El Toro, de vervanger van Viper.